# 1892 год
1892 (ты́сяча восемьсо́т девяно́сто второ́й) год  по григорианскому календарю — високосный год, начинающийся в пятницу. Это 1892 год нашей эры, 2‑й год 10‑го десятилетия XIX века 2‑го тысячелетия, 3‑й год 1890‑х годов. Он закончился 133 года назад.
| Пн | Вт | Ср | Чт | Пт | Сб | Вс |
|    |    |    |    | 1  | 2  | 3  |
| 4  | 5  | 6  | 7  | 8  | 9  | 10 |
| 11 | 12 | 13 | 14 | 15 | 16 | 17 |
| 18 | 19 | 20 | 21 | 22 | 23 | 24 |
| 25 | 26 | 27 | 28 | 29 | 30 | 31 |

| Пн | Вт | Ср | Чт | Пт | Сб | Вс |
| 1  | 2  | 3  | 4  | 5  | 6  | 7  |
| 8  | 9  | 10 | 11 | 12 | 13 | 14 |
| 15 | 16 | 17 | 18 | 19 | 20 | 21 |
| 22 | 23 | 24 | 25 | 26 | 27 | 28 |
| 29 |    |    |    |    |    |    |

| Пн | Вт | Ср | Чт | Пт | Сб | Вс |
|    | 1  | 2  | 3  | 4  | 5  | 6  |
| 7  | 8  | 9  | 10 | 11 | 12 | 13 |
| 14 | 15 | 16 | 17 | 18 | 19 | 20 |
| 21 | 22 | 23 | 24 | 25 | 26 | 27 |
| 28 | 29 | 30 | 31 |    |    |    |

| Пн | Вт | Ср | Чт | Пт | Сб | Вс |
|    |    |    |    | 1  | 2  | 3  |
| 4  | 5  | 6  | 7  | 8  | 9  | 10 |
| 11 | 12 | 13 | 14 | 15 | 16 | 17 |
| 18 | 19 | 20 | 21 | 22 | 23 | 24 |
| 25 | 26 | 27 | 28 | 29 | 30 |    |

| Пн | Вт | Ср | Чт | Пт | Сб | Вс |
|    |    |    |    |    |    | 1  |
| 2  | 3  | 4  | 5  | 6  | 7  | 8  |
| 9  | 10 | 11 | 12 | 13 | 14 | 15 |
| 16 | 17 | 18 | 19 | 20 | 21 | 22 |
| 23 | 24 | 25 | 26 | 27 | 28 | 29 |
| 30 | 31 |    |    |    |    |    |

| Пн | Вт | Ср | Чт | Пт | Сб | Вс |
|    |    | 1  | 2  | 3  | 4  | 5  |
| 6  | 7  | 8  | 9  | 10 | 11 | 12 |
| 13 | 14 | 15 | 16 | 17 | 18 | 19 |
| 20 | 21 | 22 | 23 | 24 | 25 | 26 |
| 27 | 28 | 29 | 30 |    |    |    |

| Пн | Вт | Ср | Чт | Пт | Сб | Вс |
|    |    |    |    | 1  | 2  | 3  |
| 4  | 5  | 6  | 7  | 8  | 9  | 10 |
| 11 | 12 | 13 | 14 | 15 | 16 | 17 |
| 18 | 19 | 20 | 21 | 22 | 23 | 24 |
| 25 | 26 | 27 | 28 | 29 | 30 | 31 |

| Пн | Вт | Ср | Чт | Пт | Сб | Вс |
| 1  | 2  | 3  | 4  | 5  | 6  | 7  |
| 8  | 9  | 10 | 11 | 12 | 13 | 14 |
| 15 | 16 | 17 | 18 | 19 | 20 | 21 |
| 22 | 23 | 24 | 25 | 26 | 27 | 28 |
| 29 | 30 | 31 |    |    |    |    |

| Пн | Вт | Ср | Чт | Пт | Сб | Вс |
|    |    |    | 1  | 2  | 3  | 4  |
| 5  | 6  | 7  | 8  | 9  | 10 | 11 |
| 12 | 13 | 14 | 15 | 16 | 17 | 18 |
| 19 | 20 | 21 | 22 | 23 | 24 | 25 |
| 26 | 27 | 28 | 29 | 30 |    |    |

| Пн | Вт | Ср | Чт | Пт | Сб | Вс |
|    |    |    |    |    | 1  | 2  |
| 3  | 4  | 5  | 6  | 7  | 8  | 9  |
| 10 | 11 | 12 | 13 | 14 | 15 | 16 |
| 17 | 18 | 19 | 20 | 21 | 22 | 23 |
| 24 | 25 | 26 | 27 | 28 | 29 | 30 |
| 31 |    |    |    |    |    |    |

| Пн | Вт | Ср | Чт | Пт | Сб | Вс |
|    | 1  | 2  | 3  | 4  | 5  | 6  |
| 7  | 8  | 9  | 10 | 11 | 12 | 13 |
| 14 | 15 | 16 | 17 | 18 | 19 | 20 |
| 21 | 22 | 23 | 24 | 25 | 26 | 27 |
| 28 | 29 | 30 |    |    |    |    |

| Пн | Вт | Ср | Чт | Пт | Сб | Вс |
|    |    |    | 1  | 2  | 3  | 4  |
| 5  | 6  | 7  | 8  | 9  | 10 | 11 |
| 12 | 13 | 14 | 15 | 16 | 17 | 18 |
| 19 | 20 | 21 | 22 | 23 | 24 | 25 |
| 26 | 27 | 28 | 29 | 30 | 31 |    |

## События

### Январь
- 1 января
  - Открытие иммиграционной станции на острове Эллис[1].
  - Президентом Швейцарии стал Вальтер Хаузер[2].
- 20 января — первый баскетбольный матч (Спрингфилд, Массачусетс, США).
- 29 января — основана компания The Coca-Cola Company.

### Март
- 15 марта — основан ФК Ливерпуль.

### Ноябрь
- 8 ноября — в США прошли 27-е президентские выборы.

### Без точных дат
- Июль — основана Американская психологическая ассоциация.
- В Риме (Италия) состоялась 5-я Международная конференция Красного Креста и Красного Полумесяца[3].

## Родились
См. также: Категория:Родившиеся в 1892 году

### Январь
- 1 января — епископ Антоний, епископ Православной российской церкви (ум. в 1938).
- 2 января — Эдоардо Аньелли, итальянский промышленник и основной акционер семейной автомобильной компании FIAT (ум. в 1935).
- 3 января — Джон Рональд Руэл Толкин, английский писатель, лингвист, филолог, автор знаменитой трилогии «Властелин Колец» и сказки «Хоббит» (ум. в 1973).
- 4 января — Йозеф Альтштеттер, работник министерства юстиции Германии и военный преступник (ум. в 1979).
- 5 января — Фёдор Белянкин, советский учёный в области прочности материалов и инженерных конструкций (ум. в 1972).
- 6 января — Людвиг Бергер, немецкий кинорежиссёр и актёр (ум. в 1969).
- 7 января — Масао Баба, генерал-лейтенант Императорской армии Японии в годы Второй мировой войны (ум. в 1947).
- 8 января — Поль Вайян-Кутюрье, французский писатель (ум. в 1937).
- 9 января — Ева Боуринг, американский политик и сенатор США от Небраски (ум. в 1985).
- 10 января — Степан Алишкин, один из инициаторов всенародного движения по сбору средств в Фонд обороны в период Великой Отечественной войны (ум. в 1956).
- 11 января — Валеска Герт, немецкая танцовщица кабаре и мюзик-холла (ум. в 1978).
- 12 января — Михаил Гуревич, советский инженер-авиаконструктор (ум. в 1976).
- 13 января — Альберт Гроот, нидерландский филолог (ум. в 1963).
- 14 января — Милош Джурич, югославский сербский писатель и переводчик (ум. в 1967).
- 15 января — Уильям Бодайн, американский кинорежиссёр, киноактёр и сценарист (ум. в 1970).
- 16 января — Гомер Адкинс, американский химик-органик (ум. в 1949).
- 17 января — Иосиф Берман,  румынский фотограф и журналист в межвоенный период (ум. в 1941).
- 18 января — Оливер Харди,  американский комедийный актёр (ум. в 1957).
- 19 января — Оулавюр Триггвасон Торс, премьер-министр Исландии (ум. в 1964).
- 20 января — Гарольд Хат[англ.], британский актёр (ум. в 1967).
- 21 января — Роберт Гарселис, русский и латвийский инженер (ум. в 1936).
- 22 января — Марсель Дассо, французский авиационный инженер (ум. в 1986).
- 24 января — Франц Айгнер, австрийский тяжелоатлет и призёр летних Олимпийских игр (1924) (ум. в 1970).
- 25 января — Абрам Бразер, белорусский советский скульптор, график и живописец (ум. в 1942).
- 26 января — Бесси Колман, первая чернокожая лётчица США (ум. в 1926).
- 27 января — Атие Мехисти Кадын-эфенди, супруга последнего халифа из династии Османов Абдул-Меджида II (ум. в 1964).
- 28 января — Карло Бонферрони, итальянский математик (ум. в 1960).
- 29 января — Эрнст Любич, немецкий и американский кинорежиссёр (ум. в 1947).
- 30 января — Григоре Гафенку, министр иностранных дел Румынии (ум. в 1957).
- 31 января — Генрих Бонгарц, немецкий лётчик-ас и подполковник (ум. в 1946).

### Февраль
- 1 февраля — Кьюпай Морган[англ.], американская актриса (ум. в 1956).
- 2 февраля — Альберт Вайнштейн, советский экономист (ум. в 1970).
- 3 февраля — Хуан Негрин,  премьер-министр Испании (ум. в 1956).
- 4 февраля — Уго Бетти, итальянский юрист (ум. в 1953).
- 5 февраля — Фёдор Борисов, советский вело- и мотогонщик (ум. в 1964).
- 6 февраля — Иван Лойко, русский лётчик-ас Первой мировой войны (ум. в 1936).
- 7 февраля — Гвидо Бони, итальянский гимнаст и золотой призёр летних Олимпийских игр 1912 года (ум. в 1956).
- 8 февраля — Фёдор Астахов, советский военачальник, маршал авиации (ум. в 1966)
- 9 февраля — Пегги Вуд, американская актриса (ум. в 1978).
- 10 февраля — Карл Арнинг, немецкий военачальник и генерал-майор вермахта (ум. в 1964).
- 11 февраля — Реджинальд Шеперд, британский военный (ум. в 1950)[4].
- 12 февраля — Карлис Дзенитис-Зениньш, офицер русской, латышской и нацистской армии (ум. в 1979).
- 13 февраля — Бен Говард-Бейкер, английский атлет (ум. в 1987).
- 14 февраля — Осип Басов, советский актёр, режиссёр и театральный педагог (ум. в 1934).
- 15 февраля — Уилф Вудкок, английский футболист (ум. в 1966).
- 16 февраля — Хоакин Альбареда-и-Рамонеда, испанский куриальный кардинал и бенедиктинец (ум. в 1966).
- 17 февраля — Георгий Артёмов, русский художник и живописец (ум. в 1965).
- 18 февраля — Уэнделл Уилки,  американский политик (ум. в 1944).
- 19 февраля — Ахмед Заки Абу Шади, египетский поэт, писатель, филолог и переводчик (ум. в 1955).
- 20 февраля — Джон Дональдсон, американский бейсболист (ум. в 1970)[5].
- 21 февраля — Гарри Салливан, американский психолог и психиатр, (ум. в 1949).
- 22 февраля — Эдна Миллей, американская поэтесса и драматург (ум. в 1950).
- 23 февраля — Агнес Смедли, американская журналистка (ум. в 1950).
- 24 февраля — Константин Федин, русский советский писатель, академик АН СССР (ум. в 1977).
- 25 февраля — Николай Бортвин, советский археолог (ум. в 1943).
- 26 февраля — Константин Бутусов, заведующий губернским коммунальным отделом (ум. в 1929).
- 27 февраля — Уильям Демарест, американский актёр (ум. в 1983).
- 29 февраля — Вильмош Апор, венгерский католический епископ и мученик (ум. в 1945).

### Март
- 1 марта — Акутагава Рюноскэ, выдающийся японский писатель начала XX века (ум. в 1927).
- 2 марта — Феликс Брессар, немецко-американский актёр театра и кино (ум. в 1949).
- 3 марта — Рональд Бодли, британский военный деятель, писатель и журналист (ум. в 19197081).
- 4 марта — Юрий Веля, немецкий писатель (ум. в 1969).
- 5 марта — Касьян Голейзовский, советский артист балета (ум. в 1970).
- 6 марта — Мария Будберг, писательница (ум. в 1974).
- 7 марта — Фриц Беккер, немецкий военачальник, генерал-лейтенант вермахта (ум. в 1967).
- 8 марта —Хуана де Ибарбуру, уругвайская поэтесса (ум. в 1979).
- 9 марта — Йозеф Вайнхебер, австрийский поэт-лирик (ум. в 1945).
- 10 марта — Карл Арндт, немецкий военачальник, генерал-лейтенант вермахта (ум. в 1981).
- 11 марта — Александра Азарх-Грановская, российская актриса, режиссёр и театральный педагог (ум. в 1980).
- 12 марта — епископ Кассиан, епископ Катанский (ум. в 1965).
- 13 марта — Вениамин Брук, советский юрист (ум. в 1938).
- 14 марта — Николай Ауэрбах, советский учёный-археолог (ум. в 1930).
- 15 марта — Фёдор Гавриченко, советский военный деятель (ум. в 1940).
- 16 марта — Карл Берндтссон,  шведский шахматист (ум. в 1943).
- 17 марта — Александра Бельцова, советская художница (ум. в 1981).
- 18 марта — Эдит Сторей, американская актриса немого кино (ум. в 1967).
- 19 марта — Джеймс Ван Флит, американский генерал (ум. в 1992).
- 20 марта — Эдвард Эйлмер[англ.], английский игрок в крикет (ум. в 1974).
- 21 марта — Александр Малышкин, русский советский писатель (ум. в 1938).
- 22 марта — Якоб Вайзеборн, комендант концлагеря Флоссенбюрг (ум. в 1939).
- 24 марта — Косо Абэ,  вице-адмирал ВМС Японии и военный преступник (ум. в 1947).
- 25 марта — Елена Антипова, специалист по социальной и коррекционной психологии (ум. в 1974).
- 27 марта — Ферде Грофе[англ.], американский композитор (ум. в 1972).
- 28 марта — Гомер Дабс, британский синолог (ум. в 1969).
- 29 марта — Йожеф Миндсенти, венгерский кардинал (ум. в 19197557).
- 30 марта — Стефан Банах, польский математик (ум. в 1945).
- 31 марта — Вильгельм Вайс,  главный редактор нацистской газеты Völkischer Beobachter (ум. в 1957).

### Апрель
- 2 апреля — Рудольф Бокельман, немецкий оперный певец (ум. в 1958).
- 3 апреля — Эмиль Артс,  бельгийский велогонщик на шоссе и треке (ум. в 1953).
- 4 апреля — Эстер Говард, американская актриса театра и кино (ум. в 1965).
- 5 апреля — Андрей Гулуев, осетинский народный поэт и публицист (ум. в 1979).
- 6 апреля — Дональд Дуглас, знаменитый американский авиаконструктор (ум. в 1981).
- 7 апреля — Юлиус Хирш, немецкий футболист еврейского происхождения (ум. в 1945).
- 8 апреля — Мэри Пикфорд, американская актриса, звезда немого кино (ум. в 1979).
- 12 апреля — Генри Дарджер, американский художник-иллюстратор (ум. в 1973).
- 13 апреля — Роберт Уотсон-Уатт, шотландский физик, изобретатель радара (ум. в 1973).
- 14 апреля — Хуан Бельмонте, испанский матадор (ум. в 1962).
- 15 апреля — Корри тен Бом, праведница мира (ум. в 1983).
- 16 апреля — Говард Джонс[англ.], американский историк (ум. в 1980).
- 18 апреля — Болеслав Берут, польский политический и государственный деятель, президент Польши (ум. в 1956).
- 19 апреля — Жермен Тайфер, французская пианистка (ум. в 1983).
- 21 апреля — Фредди Диксон[англ.], английский мотоциклист (ум. в 1975).
- 22 апреля — Изабелла Блюм, бельгийский общественный деятель, депутат парламента (ум. в 1975).
- 23 апреля — Бруно Гримшиц, австрийский искусствовед и музейный работник (ум. в 1956).
- 25 апреля — Оскар Ангелус, эстонский политик, коллаборационист (ум. в 1979).
- 28 апреля — Жорж Антуан,  бельгийский композитор (ум. в 1918).
- 29 апреля — Анри Бар, французский футболист (ум. в 1951).

### Май
- 2 мая — Манфред фон Рихтгофен, немецкий лётчик-ас Первой мировой войны 1914—1918 гг. (ум. в 1918).
- 3 мая — Дел Бейкер, американский бейсболист и тренер (ум. в 1973).
- 5 мая — Ахмед Джавад,  азербайджанский поэт (ум. в 1937).
- 7 мая — Иосип Броз Тито, югославский революционер и политический деятель, многолетний глава Югославии, один из лидеров Движения неприсоединения (ум. в 1980).
- 8 мая — Адриаан Пельт[англ.], голландский журналист (ум. в 1981).
- 9 мая — Жан Де Би, бельгийский футболист (ум. в 1961).
- 10 мая — Ян Вайсс, чешский писатель-фантаст (ум. в 1972).
- 11 мая — Эдгар Ангели, хорватский моряк, служивший во флотах Австро-Венгрии, Югославии и Хорватии (ум. в 1945).
- 12 мая — Николай Анисимов, большевик, участник борьбы за Советскую власть на Северном Кавказе (ум. в 1920).
- 13 мая — Артур Лурье, российско-американский композитор-авангардист (ум. в 1966).
- 15 мая — Сахибжамал Гиззатуллина-Волжская, татарская актриса и режиссёр (ум. в 1974).
- 16 мая — Ричард Бёрд, американский легкоатлет и серебряный призёр летних Олимпийских игр (1912) (ум. в 1958).
- 17 мая — Джо Вервей, нидерландский футболист (ум. в 1958).
- 18 мая — Эцио Пинца, итальянский певец (ум. в 1957).
- 19 мая — Вильгельм Винклер, австрийский виолончелист (ум. в 1973).
- 20 мая — Епископ Аввакум, епископ Русской православной церкви, епископ Староуфимский, викарий Уфимской епархии (ум. в 1937).
- 22 мая — Иоганн Гейде, немецкий философ и психолог (ум. в 1979).
- 24 мая — Константин Базилевич, советский историк (ум. в 1950).
- 27 мая — Артур Бергер, советский художник кино австрийского происхождения (ум. в 1981).
- 28 мая — епископ Викентий, епископ Древлеправославной Церкви Христовой (ум. в 1938).
- 29 мая — Макс Брэнд,  американский писатель (ум. в 1944).
- 30 мая — Эрнст Бахрих, австрийский композитор (ум. в 1942).
- 31 мая — Амбарцум Бек-Назаров, советский кинорежиссёр, сценарист и актёр (ум. в 1965).

### Июнь
- 1 июня — Аманулла-хан, правитель Афганистана в 1919—1929 годах (ум. в 1960).
- 2 июня — Мария Бри, советская художница (ум. в 1972).
- 3 июня — Карл Вайгель, немецкий историк (ум. в 1953).
- 5 июня — Эдгар Арруда, бразильский юрист и политик (ум. в 1965).
- 6 июня — Курт Бреттинг, немецкий пловец (ум. в 1918).
- 10 июня — Эйбел Вулман, американский инженер и учёный (ум. в 1989).
- 12 июня — Джуна Барнс, американская писательница-модернистка (ум. в 1982).
- 14 июня — Феликс дель Валье, перуанский писатель и журналист (ум. в 1950).
- 16 июня — Дейзи Баррелл, британская актриса театра (ум. в 1982).
- 18 июня — Янко Бородач, чехословацкий актёр (ум. в 1964).
- 20 июня — Владимир Гордон, советский учёный-математик (ум. в 1971).
- 22 июня — Валерио Арри, итальянский легкоатлет и бронзовый призёр летних Олимпийских игр (1920) (ум. в 1970).
- 24 июня — Костантино Барнески,  католический прелат (ум. в 1965).
- 26 июня — Перл Бак, американская писательница и переводчица (ум. в 1973).
- 28 июня — Фредерик Бремер, бельгийский нейрофизиолог и врач (ум. в 1982).
- 30 июня — Пьер Бланшар, французский актёр театра и кино (ум. в 1963).

### Июль
- 1 июля — Джеймс Кейн, американский писатель, автор детективов (ум. в 1977).
- 2 июля — Джек Леонард Уорнер, младший из братьев-основателей кинокорпорации Warner Brothers.
- 3 июля — Нина Аркина, норвежская писательница русского происхождения (ум. в 1980).
- 5 июля —  Мухаметдин Адигамов, деятель Башкирского национального движения (ум. в 1937).
- 7 июля —  Станислав Волиньский, польский актёр театра и кино (ум. в 1968).
- 8 июля — Ричард Олдингтон, английский писатель (ум. в 1962).
- 9 июля —  Луиза Вандель, австрийско-немецкая пианистка (ум. в 1981).
- 10 июля — Владимир Бранд, русский поэт и публицист (ум. в 1942).
- 11 июля — Джорджо Гедини, итальянский композитор (ум. в 1965).
- 13 июля — Василий Арнаутов, советский учёный-биолог (ум. в 1966).
- 15 июля — Вальтер Беньямин, немецкий философ и теоретик культуры (ум. в 1940).
- 23 июля — Хайле Селассие Первый, последний император Эфиопии (1930—1974 гг.) (ум. в 1975).
- 24 июля — Элис Болл, американская учёная-химик (ум. в 1916).
- 25 июля — Анна Агерхольт, норвежская активистка движения за права женщин и писательница (ум. в 1943).
- 28 июля — Джо Браун, американский актёр-комик (ум. в 1973).

### Август
- 1 августа — Алексей Бонди, советский актёр и драматург (ум. в 1952).
- 2 августа — Илья Груздев, советский литературовед (ум. в 1960).
- 3 августа — Уильям Джеффри, главный тренер сборной США на чемпионате мира 1950 (ум. в 1966).
- 6 августа — Сергей Бессонов, советский дипломат (ум. в 1941).
- 11 августа — Владислав Андерс, польский военный и политический деятель (ум. в 1970).
- 15 августа — Луи де Бройль, французский физик, один из основоположников квантовой механики (ум. в 1987).
- 16 августа — Осман Гюльмамедов, российский и азербайджанский военный деятель (ум. в 1950).
- 18 августа — Исаак Гроссман, помощник адвоката и третейский судья (ум. в 1977).
- 21 августа — Шарль Ванель, французский актёр и режиссёр (ум. в 1989).
- 22 августа — Роберт Апин, советский военный и политический деятель, комиссар дивизии латышских стрелков в годы Гражданской войны в России (ум. в 1938).
- 24 августа — Людвик Боцяньский, польский военный и политический деятель (ум. в 1970).
- 27 августа — Хелен Гибсон, американская киноактриса (ум. в 1977).
- 28 августа — Вальтер Айдлиц,  австрийский писатель, поэт и драматург (ум. в 1976).
- 29 августа — Рамон Альва де ла Каналь, мексиканский художник, один из родоначальников движения мексиканского мурализма (ум. в 1985).
- 31 августа — Сидни Блейк,  американский ботаник (ум. в 1959).

### Сентябрь
- 1 сентября — Георг Бауманн, российский борец, выступавший в греко-римском стиле (ум. в 1930-е).
- 4 сентября — Адриан Брунел, английский кинорежиссёр и сценарист (ум. в 1958).
- 5 сентября — Ахмед Бакиханов, азербайджанский тарист (ум. в 1973).
- 6 сентября — Эдвард Виктор Эпплтон, английский физик (ум. в 1965).
- 8 сентября — Иван Воронец, генерал-майор Советской Армии (ум. в 1967).
- 9 сентября — Цуру Аоки, японская актриса театра и кино (ум. в 1961).
- 10 сентября — Янош Балог, румынский и венгерский шахматист (ум. в 1980).
- 11 сентября — Люсьен Бюссе, бельгийский шоссейный велогонщик (ум. в 1969).
- 13 сентября — Виктория Луиза Прусская, дочь германского императора Вильгельма II (ум. в 1980).
- 14 сентября — Каземиро до Амарал, бразильский футболист (ум. в 1939).
- 15 сентября — Артуро Борха, эквадорский поэт-модернист (ум. в 1912).
- 16 сентября — Вернер Бергенгрюн, немецкий писатель-прозаик (ум. в 1964).
- 17 сентября — Хендрик Андриссен, голландский композитор (ум. в 1981).
- 20 сентября — Сергей Викторович Аничков, академик РАМН, отец русской нейрофармакологии (ум. в 1981).
- 24 сентября — Карл Валь, член НСДАП (ум. в 1981).
- 25 сентября — Уолтер Вудал, американский политик (ум. в 1984).
- 26 сентября — Клинт Бенедикт, канадский хоккейный вратарь, пятикратный обладатель Кубка Стэнли. (ум. в 1976).
- 27 сентября — Дмитрий Андриевский, краинский политический деятель и публицист (ум. в 1976).
- 29 сентября — Георгий Веселаго, русский морской офицер (ум. в 1971).
- 30 сентября — Николай Рутковский, советский живописец, театральный художник и педагог (ум. в 1968).

### Октябрь
- 4 октября — Илья Вул, советский нейрофизиолог (ум. в 1958).
- 5 октября — Георгий Братолюбов, советский авиатор (ум. в 1919).
- 8 октября — Марина Цветаева, русская поэтесса (ум. в 1941).
- 9 октября — Иво Андрич, единственный югославский писатель, удостоенный Нобелевской премии в области литературы (ум. в 1975).
- 11 октября — Ричард Бургин, американский скрипач и дирижёр (ум. в 1981).
- 12 октября — Антонио Барбьери, первый уругвайский кардинал и капуцин (ум. в 1979).
- 16 октября — Джордж Барнс, американский кинооператор (ум. в 1953).
- 17 октября — Генри Венинк, нидерландский шахматист (ум. в 1931).
- 18 октября — Ференц Грезер, летчик-истребитель военно-воздушных сил Австро-Венгрии (ум. в 1918).
- 19 октября — Иван Алиев, советский военный деятель, генерал-майор (ум. в 1964).
- 20 октября — Брэнсон Деку, американский фотограф и путешественник (ум. в 1941).
- 21 октября — Алексей Горохов, советский военачальник (ум. в 1963).
- 23 октября — Николай Андреев, русский и советский фольклорист, литературовед (ум. в 1942).
- 27 октября — Соломон Борисович Юдовин, русско-еврейский и советский график, художник, этнограф (ум. в 1954).
- 28 октября — Эдуард Дейкстерхёйс, нидерландский историк науки (ум. в 1965).
- 29 октября — Мария Вайфе-Гольдберг, американская писательница (ум. в 1985).
- 30 октября — Чарльз Атлас, создатель бодибилдинга (ум. в 1972).
- 31 октября — Александр Алехин, 4-й чемпион мира по шахматам (ум. в 1946).

### Ноябрь
- 1 ноября — Вацлав Вытлачил, американский художник (ум. в 1984).
- 2 ноября — Пал Абрахам,  венгерский композитор, создатель популярных оперетт и музыки к кинофильмам (ум. в 1960).
- 5 ноября — Дж. Б. С. Холдейн, английский биолог и популяризатор науки (ум. в 1964).
- 7 ноября — Дмитрий Бадейнов, советский военачальник (ум. в 1947).
- 8 ноября — Тереза Бенедек, венгерско-американский психоаналитик, исследователь и педагог (ум. в 1977).
- 9 ноября — Эрих Ауэрбах, немецкий филолог и историк романских литературы (ум. в 1957).
- 14 ноября — Фёдор Богатырчук, советский и канадский шахматист (ум. в 1984).
- 17 ноября — Виктор Беганьский, польский актёр театра, кино и телевидения (ум. в 1974).
- 18 ноября — Сергей Вознесенский, участник создания первых образцов отечественного противогаза (ум. в 1958).
- 19 ноября — Рудольф Ванаг, латышский дирижёр (ум. в 1977).
- 23 ноября — Александр Александров-Серж, советский артист цирка и наездник. Заслуженный артист РСФСР (1939) (ум. в 1966).
- 25 ноября — Артур Блэкбёрн, бригадир Армии Австралии (ум. в 1960).
- 27 ноября — Стефан Адамчак, польский легкоатлет, участник летних Олимпийских игр (1924) (ум. в 1939).
- 28 ноября — Тарлан Алиярбеков,  генерал-майор, участник трёх войн — Первой мировой, Гражданской и Великой Отечественной (ум. в 1956).
- 29 ноября — Франтишек Бродневич, польский актёр театра и кино (ум. в 1944).
- 30 ноября — Герд-Пауль фон Белов,  генерал-майор резерва вермахта во время Второй мировой войны (ум. в 1953).

### Декабрь
- 1 декабря — Вальтер Бате, немецкий пловец и золотой призёр летних Олимпийских игр (1912) (ум. в 1959).
- 2 декабря — Арво Аалтонен, финский пловец, бронзовый призёр Олимпийских игр (1920) (ум. в 1949).
- 3 декабря — Джулиус Адлер, американский издатель, журналист и военачальник, генерал-майор армии США (ум. в 1955).
- 4 декабря — Франсиско Франко, диктатор Испании (каудильо) (1939—1975 гг., ум. в 1975).
- 5 декабря — Фридрих Визе, немецкий офицер (ум. в 1975).
- 6 декабря — Александр Ветелев,  протоиерей и богослов (ум. в 1976).
- 10 декабря — Владимир Вишневецкий, музыкальный деятель и композитор (ум. в 1973).
- 11 декабря — Николай Ванадзинь, латвийский органист (ум. в 1978).
- 15 декабря — Астрид Веринг, шведская писательница (ум. в 1978).
- 16 декабря — Николай Волков, советский хозяйственный и общественный деятель (ум. в 1959).
- 17 декабря — Мэри Нортон, американская переводчица (ум. в 1985).
- 18 декабря — Пётр Белавский, священнослужитель Русской православной церкви (ум. в 1983).
- 21 декабря — Франц Грисбах, немецкий офицер пехоты (ум. в 1984).
- 23 декабря — Уорд Грин, американский писатель и художник-мультипликатор (ум. в 1956).
- 26 декабря — Стина Аронсон, шведская писательница (ум. в 1956).
- 28 декабря — Моисей Береговский, советский музыковед (ум. в 1961).

## Скончались
См. также: Категория:Умершие в 1892 году
- 17 февраля — Дмитрий Завалишин, последний декабрист.
- 20 февраля — Герман Франц Мориц Копп, немецкий химик, сын медика Иоанна Генриха Коппа[нем.], племянник министра Карла Вильгельма фон Коппа[нем.][6].
- 26 марта — Уолт Уитмен, американский поэт, публицист.
- 22 апреля — Эдуар Лало, французский композитор.
- 6 декабря — Вернер фон Сименс, немецкий инженер, изобретатель, учёный.
- 26 декабря — Марфа Степановна Сабинина, русская общественная деятельница, основательница Российского Красного Креста (род. 1831).